# Townshend Acts
Las Leyes de Townshend (en inglés: Townshend Acts; pronunciación:  /ˈtaʊnzənd/) o Deberes de Townshend fueron una serie de leyes británicas del Parlamento aprobadas durante 1767 y 1768 que introducían una serie de impuestos y regulaciones para permitir la administración de las colonias británicas en Estados Unidos. Reciben el nombre del Ministro de Hacienda que propuso el programa. Los historiadores varían ligeramente en cuanto a qué leyes incluyen bajo el encabezado "Leyes de Townshend", pero a menudo se enumeran cinco:
- La Ley de Ingresos de 1767 aprobada el 29 de junio de 1767.
- La Ley de Comisionados de Aduanas de 1767 aprobada el 29 de junio de 1767.
- La Ley de indemnización de 1767 aprobada el 2 de julio de 1767.
- Ley de restricción de Nueva York de 1767 aprobada el 2 de julio de 1767.
- Ley del Tribunal del Vicealmirantazgo de 1768 aprobada el 8 de marzo de 1768.

Los objetivos de las leyes eran
- recaudar ingresos en las colonias para pagar los salarios de los gobernadores y jueces para que permanecieran leales a Gran Bretaña,
- crear medios más efectivos para hacer cumplir las regulaciones comerciales,
- castigar a la provincia de Nueva York por no cumplir con las Ley del Alojamiento de 1765, y
- establecer el precedente de que el Parlamento británico tenía derecho a imponer impuestos a los colonias.[4]

- Datos: Q2093092